# St. Johannes (Usterling)

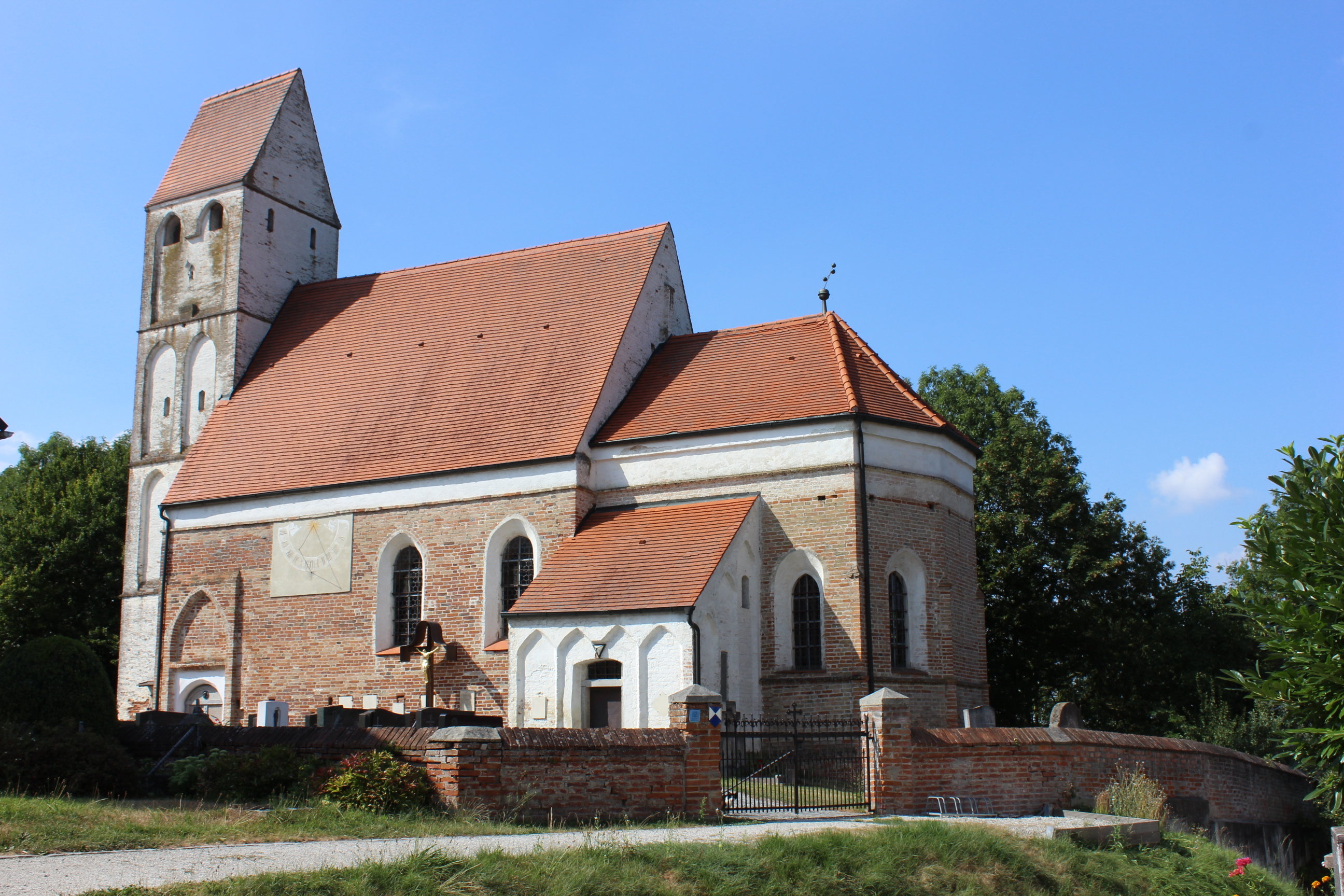
Außenansicht der Kirche St. Johannes in Usterling

Die römisch-katholische Filial- und Wallfahrtskirche St. Johannes in Usterling, einem Ortsteil der niederbayerischen Stadt Landau an der Isar, ist ein spätgotischer Bau an der Stelle eines wahrscheinlich romanischen Vorgängers. Die Kirche ist dem heiligen Johannes dem Täufer (Gedenktag: 24. Juni) geweiht; als Nebenpatron fungiert der Evangelist Johannes (Gedenktag: 27. Dezember). Sie wird sowohl als Baudenkmal wie auch als Kulturgut nach der Haager Konvention geführt.

## Geschichte
Usterling wurde erstmals im Jahr 863 erwähnt, als Bischof Otgar von Eichstätt seine Besitzungen am Ort dem Kloster Sankt Emmeram in Regensburg überträgt. Eine Kirche in Usterling wird tritt erstmals im Jahr 1146 in einem schriftlichen Dokument zutage, als deren Zugehörigkeit zum Kloster Niederaltaich bestätigt wird. 1223 wird sie schließlich als Filialkirche von Niederhöcking bezeichnet, was dem heutigen Zustand entspricht. Der heutige Bau stammt aus dem frühen 16. Jahrhundert und ist im spätgotischen Stil ausgeführt. Die Bedeutung als Wallfahrtskirche geht mit der besonderen Anziehungskraft des Wachsenden Felsens von Usterling einher. Dieser wird von der Johannisquelle gespeist, deren Wasser als heilkräftig bei Augenerkrankungen galt. Im Jahr 1869 wurde die Kirche von Usterling renoviert und neugotisch umgestaltet.
Bei einem Brand im Mai 2016, der zwei Tage lang unbemerkt blieb, wurden zwei wertvolle Figuren am linken Seitenaltar zerstört; außerdem war der gesamte Innenraum stark verrußt. Deshalb wurde zügig mit einer Renovierung begonnen, bei der Staub und Ruß von der gesamten Raumschale und der Ausstattung entfernt wurde sowie beschädigte Ausstattungsstücke wie beispielsweise die Kreuzwegstationen restauriert wurden. Im Frühjahr 2017 sollen die Maßnahmen mit einer Beseitigung von Feuchtigkeitsschäden abgeschlossen werden.

## Beschreibung

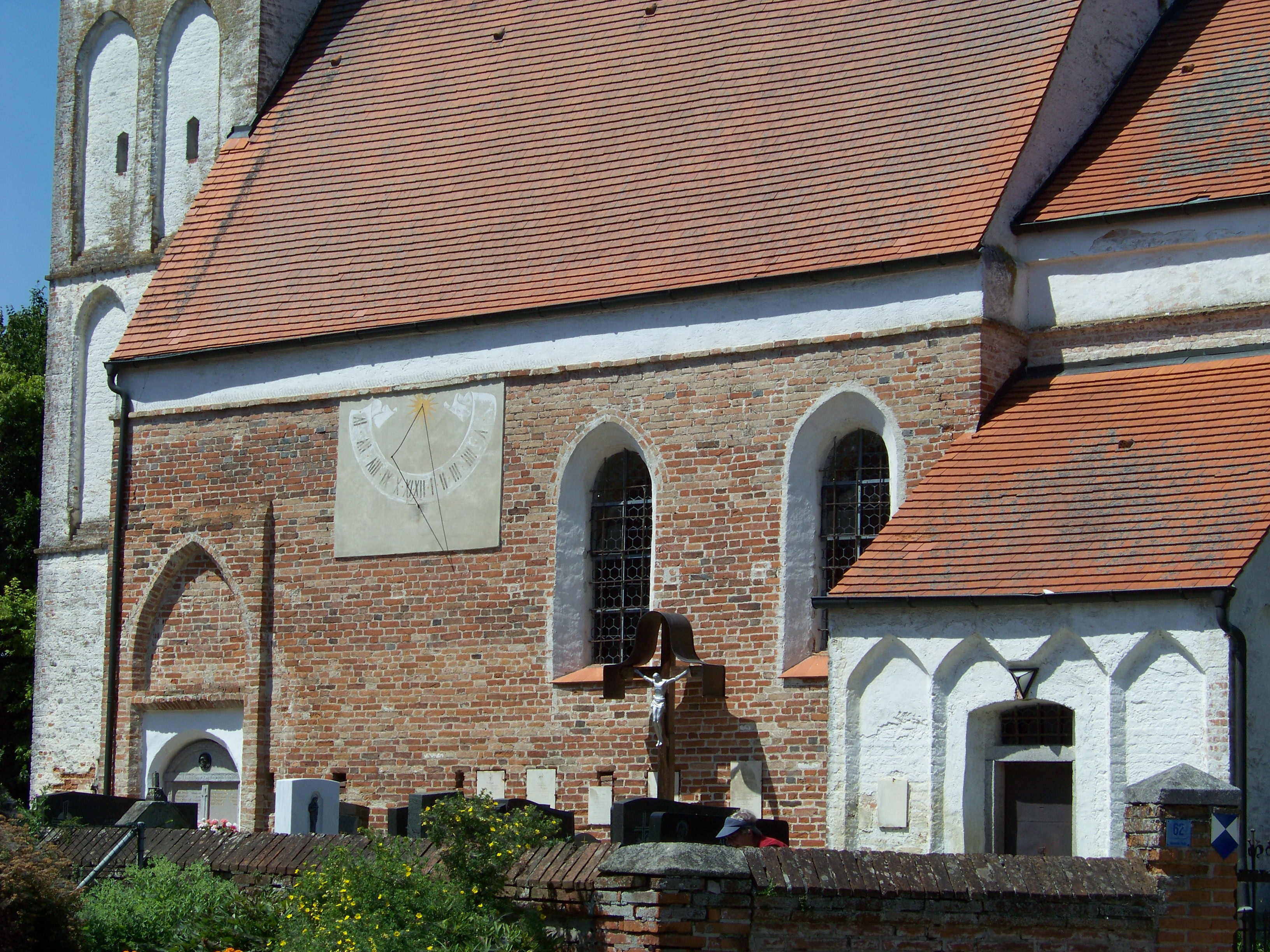
Südfassade

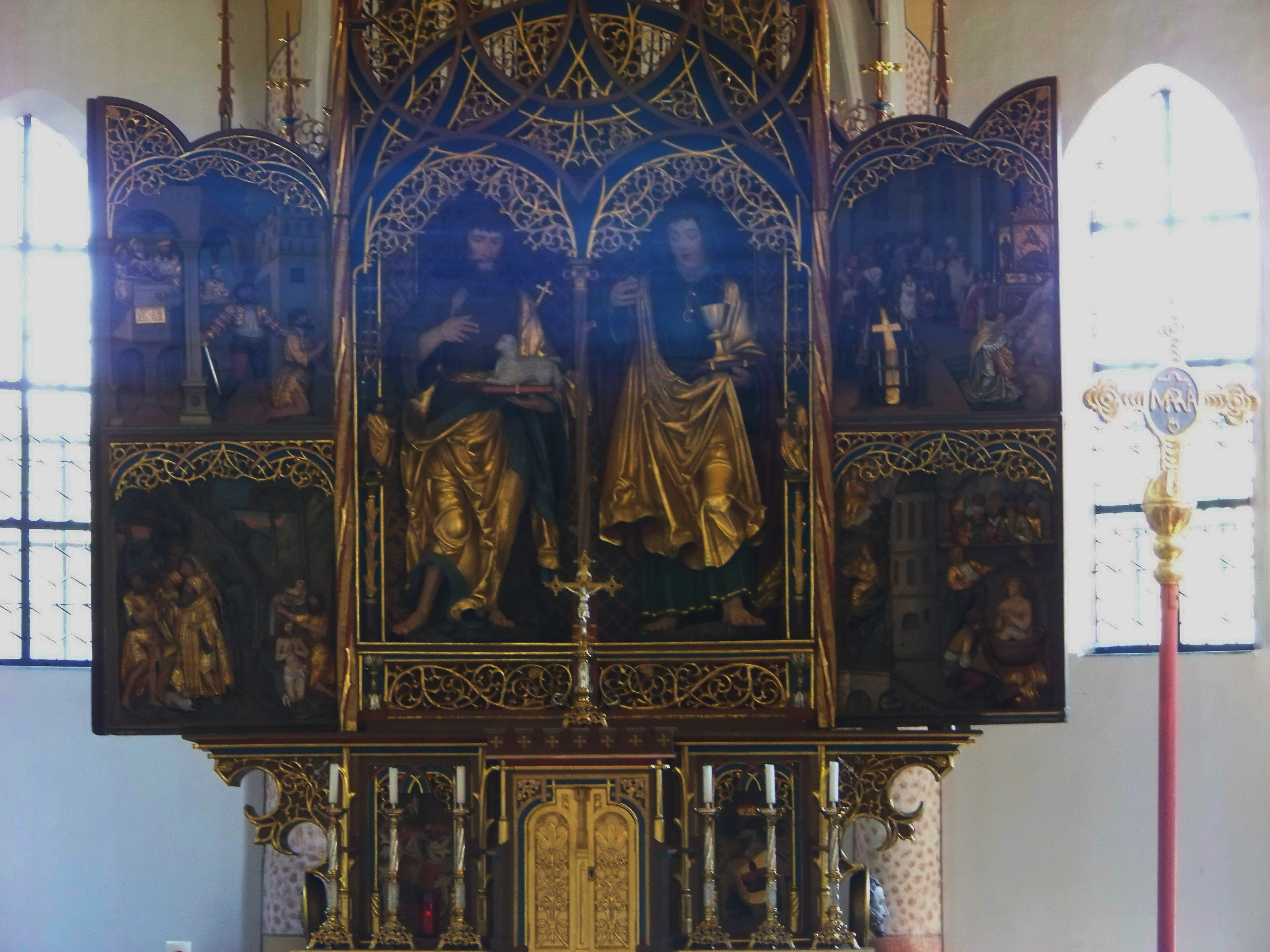
Spätgotischer Flügelaltar (um 1520)

### Architektur
Die nach Osten ausgerichtete Saalkirche auf einer Anhöhe über dem Isartal wurde Anfang des 16. Jahrhunderts als Blankziegelbau errichtet. An das vierjochige Langhaus schließt sich nur wenig eingezogene, zweijochige Chor mit dreiseitigem Schluss an. Letzterer ist gegenüber der Mittelachse des Langhauses leicht nach Norden versetzt. An der Südfassade befindet sich eine Sonnenuhr. Auf der Nordseite des Chores ist die kleine Sakristei angebaut. An der Westseite des Langhauses ragt der viergeschossige Satteldachturm in die Höhe, dessen obere drei Geschosse von Spitzbogenblenden belebt werden. Durch das Turmerdgeschoss erfolgt der Zugang zum Kircheninneren, das von einem spätgotischen Netzrippengewölbe überspannt wird.
Rund um die Kirche erstreckt sich der kleine Dorffriedhof, der von einer Ziegelmauer mit Granitabdeckungen auf den Pfeilern und einem schmiedeeisernen Tor umgeben ist. Diese stammt aus dem 19. Jahrhundert.

### Ausstattung
Besondere Aufmerksamkeit verdient der Hochaltar: ein Flügelaltar, der um 1520 entstanden ist und somit stilistisch am Übergang zwischen Spätgotik und Frührenaissance steht. Er wird dem Umfeld des Landshuter Bildschnitzers Hans Leinberger zugeschrieben. Während der genaue Künstler des Hochaltares nicht bekannt ist, weiß man über dessen Stifter genau Bescheid. Es handelt sich dabei um Jörg Wieland von Hagsdorf und dessen Gattin Susanna von Beha(i)m. Deren Wappen sind mehrmals an dem Altar zu finden; der Marmorgrabstein der Stifter ist an der Außenmauer der Sakristei zu finden. Im Mittelschrein stehen zwei lebensgroße Figuren des Kirchenpatrons Johannes des Täufers (links) und des Evangelisten Johannes (rechts), flankiert von kleinen Figuren der Apostel Petrus und Jakobus des Älteren. Im Altarauszug befinden sich weitere Figuren: der gekreuzigte Jesus Christus, darüber der heilige Sebastian. Die Seitenfiguren der Heiligen Florian und Georg sind nur bei geschlossenen Altarflügeln zu sehen und stellen ritterliche Schreinwächter dar.
Auf den Innenseiten der Altarflügel sind vier spätgotische Reliefs zu sehen, die mit den Figuren der beiden Kirchenpatrone korrespondieren. Die linke Seite ist dabei Johannes dem Täufer gewidmet. Links unten ist er bei der Predigt in der Wüste sowie bei der Taufe Jesu dargestellt. Letztere Szene wurde dabei von dem unbekannten Künstler an den Wachsenden Felsen östlich von Usterling verlegt. Im linken oberen Relief ist die Enthauptung Johannes’ des Täufers dargestellt. Die Reliefs auf der rechten Seite beziehen sich dagegen auf den Evangelisten Johannes. Unten sind die Niederschrift der Apokalypse und die Marter des Evangelisten dargestellt; oben findet man weitere Szenen aus dessen Leben. Die Passionsszenen auf den Rückseiten der Altarflügel sind Übermalung aus der Zeit der neugotischen Renovierung von 1869.
Außerdem befinden sich in der Kirche auch zahlreiche Ausstattungsstücke aus der Barockzeit. Das an dem spitzen Chorbogen angebrachte Kruzifix ist auf 1649 datiert und wurde 1869 restauriert. Der Orgelprospekt, der mit aufwändigem Schnitzwerk und einem großen Posaunenengel verziert ist, entstand im Jahr 1724. Ursprünglich war es in der Klosterkirche Oberalteich aufgestellt. 1824 kam es dann nach Bernried, bevor es 1857 nach Usterling übertragen wurde. Durch das in der Emporenbrüstung untergebrachte Rückpositiv musste die Anzahl der dort angebrachten Apostelgemälde auf zehn reduziert werden. Der nicht mehr vollständige Gemäldezyklus stammt aus der ersten Hälfte des 18. Jahrhunderts. Die volkstümlich gemalten Kreuzwegtafeln stammen ebenfalls aus dem Barock. Außerdem sind aus dieser Epoche ein Altargemälde der Heimsuchung Mariens sowie eine Figurengruppe mit dem heiligen Joachim und der Anna selbdritt überliefert. Die Sakramentsnische und das Weihwasserbecken im Erdgeschoss des Turmes stammen dagegen noch aus der Bauzeit der Kirche.